# Jorge Rafael Videla
Jorge Rafael Videla (født 2. august 1925, død 17. maj 2013) var en argentinsk general, der ledede et militærdiktatur i Argentina fra 1976 til 1981.
Han tog magten i landet den 29. marts 1976 efter et statskup, der tog magten fra Isabel Perón. Den 29. marts 1981 overlod han magten til Roberto Eduardo Viola, der forsatte militærdiktaturet, indtil det brød sammen under Falklandskrigen i 1982.
Efter demokratiets reetablering i 1983 blev Videla anklaget for en lang række forbrydelse begået under militærdiktaturet - herunder kidnapning, mord på politiske modstandere og tortur.
Videla ledede Argentina under en del af Den Beskidte Krig, som bl.a. bestod i at kidnappe og myrde. Guerra Sucia kaldes krigen på spansk, men officielt hed den Proceso de Reorganización Nacional. Den varede fra 1974 til 1983, men nogle kilder daterer begyndelsen som 1969.
Han sad i husarrest indtil 10. oktober 2008, hvor han blev overført til et militærfængsel. Han døde af naturlige årsager 17. maj 2013 i Marcos Paz-fængslet i Buenos Aires.